# Trybunał inkwizycji na Wyspach Kanaryjskich
Trybunał inkwizycji na Wyspach Kanaryjskich – trybunał inkwizycji hiszpańskiej działający na Wyspach Kanaryjskich w latach 1505–1820.

## Historia
Wyspy Kanaryjskie zostały odkryte przez Europejczyków dopiero w 1402. Podbój archipelagu przez Kastylię trwał (z przerwami) ponad 90 lat (do 1496), jednak już w 1406 ustanowiono tam biskupstwo. Nie było tam społeczności żydowskiej, jednak pod koniec XV stulecia zaczęli się tam osiedlać marrani, czyli hiszpańscy chrześcijanie żydowskiego pochodzenia. Z uwagi na powszechne podejrzenia wobec marranów o potajemne praktykowanie judaizmu, od 1480 byli oni prześladowani przez nowo powstałą hiszpańską inkwizycję. Wyspy Kanaryjskie były dla nich miejscem, w którym z jednej strony mogli chronić się przed prześladowaniami, a z drugiej, dawały większe możliwości czerpania zysków z handlu z nowo odkrytą Ameryką, wielu marranów było kupcami lub finansistami. Jednakże już w 1499 miejscowy biskup Diego de Muros ogłosił tzw. edykt łaski, w którym zobowiązał wiernych do denuncjowania osób winnych potajemnego praktykowania judaizmu lub innych występków przeciwko wierze katolickiej. Zebrane zeznania przesłał inkwizytorom trybunału w Sewilli celem konsultacji.
W 1505 Rada Najwyższej i Generalnej Inkwizycji w Hiszpanii (Suprema) mianowała Bartolome Lopeza Tribaldosa (zm. 1520) pierwszym inkwizytorem Wysp Kanaryjskich. W latach 1506–1509 przeprowadził wizytację niemal całego archipelagu, a w 1513 skazał zaocznie na śmierć moryska, który uciekł do Afryki. Jego następcą został w 1524 Martin Ximenes, który po przybyciu na wyspy ogłosił edykt wzywający wszystkich wiernych do denuncjowania heretyków. W 1526 odbyły się dwa autos da fe, w których osiem osób zostało spalonych na stosie. Kolejny inkwizytor Luis de Padilla (1527–1563) zacieśnił więzy z trybunałem sewilskim i wszelkie wyroki wydawał dopiero po konsultacjach z inkwizytorami Sewilli. W okresie jego urzędowania odbyły się pierwsze na Wyspach Kanaryjskich procesy przeciwko domniemanym zwolennikom reformacji (1557).
Po śmierci Padilli przez kilka lat nie wyznaczano jego następcy. Wszelkie denuncjacje zbierali urzędnicy diecezjalni, którzy przekazywali je inkwizytorom Sewilli. Jednak w 1567 Suprema zadecydowała o definitywnym utworzeniu na Wyspach Kanaryjskich samodzielnego, stałego trybunału inkwizycyjnego. Zadanie zorganizowania trybunału powierzono Diego Ortizowi de Funez, dotychczasowemu oskarżycielowi w trybunale toledańskim. Przybył on do Las Palmas w kwietniu 1568. Nie było już więcej konsultacji z trybunałem sewilskim, za to rozpoczęły się regularne wizytacje na całym archipelagu. Na wyspach pracowało wielu afrykańskich niewolników, którzy często próbowali uciekać do Afryki. Jeżeli byli ochrzczeni, Inkwizycja traktowała ich wówczas jako odstępców od wiary i rościła sobie prawo do sądzenia ich jako apostatów, a jeśli ucieczka była skuteczna, skazywała ich zaocznie na spalenie in effigie. W ręce inkwizycji wpadali także protestanccy kupcy i piraci z Anglii i Holandii i kilkoro z nich spłonęło na stosie (w 1587, 1614 i 1615). Jednakże względy polityczne i podpisane przez Hiszpanię traktaty z tymi krajami zmusiły inkwizycję hiszpańską do odstąpienia od prześladowania zagranicznych kupców, o ile tylko zachowywali się dyskretnie w sprawach wiary.
Począwszy od drugiej dekady XVII wieku zaznacza się wyraźny spadek aktywności kanaryjskiego trybunału. Po 1640 zaniechano przeprowadzania wizytacji w terenie, a kryzys finansowy wymuszał systematyczną redukcję personelu pomocniczego. W 1654 inkwizytorzy kanaryjscy przygotowali memoriał popierający zezwolenie na bezpośredni handel Wysp Kanaryjskich z Ameryką, co postrzegali jako remedium na upadek gospodarczy archipelagu i szanse na zwiększenie dochodów trybunału. Działalność inkwizycyjna skoncentrowana była na zwalczaniu pomniejszych występków przeciwko wierze i moralności, takich jak bigamia, nieortodoksyjne opinie, handel i posiadanie zakazanych ksiąg czy magia i przesądy. Nadal jednak zdarzały się poważniejsze sprawy, np. trybunał kanaryjski przeprowadził pierwszy w dziejach hiszpańskiej inkwizycji proces przeciwko członkowi masonerii (1739-1742); podsądny (kapitan Alexander French z Bostonu) został jednak uniewinniony od zarzutu herezji z braku dowodów.
Trybunał kanaryjski został zniesiony w 1813 w wyniku dekretu parlamentu (Kortezów) obradującego w Kadyksie. Jednakże już w 1814 król Ferdynand VII Burbon przywrócił inkwizycję. Sześć lat później rewolucja liberalna zniosła ją jednak definitywnie.

## Obszar jurysdykcji
Jurysdykcja trybunału kanaryjskiego przez cały okres jego istnienia obejmowała cały archipelag Wysp Kanaryjskich. Siedziba trybunału mieściła się w Las Palmas na wyspie Gran Canaria.

## Archiwum i statystyki działalności
Archiwum trybunału kanaryjskiego, przechowywane obecnie w Museo Canario (Muzeum Kanaryjskie) w Las Palmas, jest jednym z niewielu dobrze zachowanych archiwów lokalnych hiszpańskiej inkwizycji. W XIX wieku wprawdzie spora część jego dokumentacji trafiła w prywatne ręce, ale w większości została później odkupiona przez Museo Canario. Dzięki temu jest możliwe przedstawienie statystyk działalności tego trybunału, które prawdopodobnie nie odbiegają znacząco od rzeczywistości. Wszczęto co najmniej 2284 procesy formalne, przy czym znane jest rozstrzygnięcie 2279 z nich. Do tego można doliczyć 335 spraw o tzw. redukcje, które nie były procesami w ścisłym tego słowa znaczeniu. Chodziło o osoby (najczęściej cudzoziemców), które zostały wychowane w wierze protestanckiej, ale chciały dobrowolnie przejść na katolicyzm i w tym celu zgłaszały się do inkwizycji. Otrzymywały wówczas zwolnienie z ekskomuniki wraz ze zobowiązaniem do odbycia określonych praktyk pokutnych.

### Kategorie spraw
| Okres     | Judaizanci | Kryptomuzułmanie | Protestanci | Nieortodoksyjne opinie | Bigamia | Solicytacje | Opozycja wobec inkwizycji | Przesądy | Pozostałe | Suma |
| --------- | ---------- | ---------------- | ----------- | ---------------------- | ------- | ----------- | ------------------------- | -------- | --------- | ---- |
| 1505-1560 | 67         | 94               | 5           | 87                     | 5       | 0           | 52                        | 66       | 52        | 428  |
| 1561-1610 | 22         | 122              | 162         | 527                    | 38      | 16          | 234                       | 120      | 113       | 1354 |
| 1611-1740 | 5          | 34               | 23          | 75                     | 24      | 43          | 14                        | 162      | 44        | 424  |
| 1741-1820 | 0          | 0                | 0           | 19                     | 6       | 21          | 2                         | 13       | 17        | 78   |
| Suma      | 94         | 250              | 190         | 708                    | 73      | 80          | 302                       | 361      | 226       | 2284 |

### Rozstrzygnięcia
| Okres     | Faktyczne egzekucje | Egzekucje in effigie | Inne kary | Uwolnienia (absolucje) | Sprawy zawieszone | Suma |
| --------- | ------------------- | -------------------- | --------- | ---------------------- | ----------------- | ---- |
| 1505-1560 | 8                   | 27                   | 272       | 17                     | 99                | 423  |
| 1561-1610 | 2                   | 82                   | 840       | 44                     | 379               | 1347 |
| 1611-1740 | 1                   | 1                    | 293       | 43                     | 87                | 425  |
| 1741-1820 | 0                   | 0                    | 37        | 3                      | 44                | 84   |
| Suma      | 11                  | 110                  | 1442      | 107                    | 609               | 2279 |